# Emil W. Edling
Emil Werner Edling, född 3 oktober 1844 i Tillinge socken, Uppsala län, död 8 december 1908 i Limmareds församling, Älvsborgs län, var en svensk ingenjör. 
Edling blev student vid Uppsala universitet 1864, elev vid Teknologiska institutet 1865 och avlade avgångsexamen 1868. Han var verksam som entreprenör för brobyggnader i Argentina 1869–1872 och anställd vid järnvägsbyggnader och såsom stadsingenjör i Córdoba i samma land 1872–1875. Han återvände till Sverige 1875, där han utövade ingenjörsverksamhet såsom kaj-, bro- och hamnbyggnader. Han även konstruerade ett flertal mudderverk, grävmaskiner och hissanordningar. AB Jäderberg & Co. i Söderhamn tillverkade mudderverk och hissanordningar efter hans patent.